# Indra Sahdan Daud
Indra Sahdan Daud, né le 5 mars 1979 à Singapour, est un footballeur international singapourien. Il évolue au poste d'attaquant.

## Biographie

### Carrière en équipe nationale
Indra Sahdan Daud joue son premier match en équipe nationale le 26 avril 1997 lors d'un match des éliminatoires de la Coupe du monde 1998 contre le Koweït (défaite 1-0). Le 4 août 1999, il marque son premier doublé en sélection lors d'un match des Jeux d'Asie du Sud-Est 1999 contre le Brunei (victoire 3-1). 
Le 5 décembre 2008, il honore sa 100e sélection lors d'un match de l'AFF Suzuki Cup 2008 face au Cambodge (victoire 5-0). Il reçoit sa dernière sélection, le 10 septembre 2013 contre Hong Kong (défaite 1-0).
Au total, il compte 114 sélections officielles et 31 buts en équipe de Singapour entre 1997 et 2013. Il est le capitaine de l'équipe de Singapour entre 2007 et 2010.

## Palmarès

### En club
- Avec le Home United :
  - Champion de Singapour en 2003
  - Vainqueur de la Coupe de Singapour en 2001, 2003, 2005 et 2013

### En sélection nationale
- Vainqueur du Championnat d'Asie du Sud-Est en 2004 et 2007

### Distinctions personnelles
- Meilleur espoir du Championnat de Singapour en 2000 et 2001
- Meilleur buteur de la Coupe de l'AFC en 2004 (7 buts)

## Statistiques

### Buts en sélection
Le tableau suivant liste les résultats de tous les buts inscrits par Indra Sahdan Daud avec l'équipe de Singapour.